# Valentin Mihăilă
Valentin Mihai Mihăilă (Târgoviște, 2000. február 2. –) román válogatott labdarúgó, a Parma játékosa.

## Pályafutása

### Klubcsapatokban

#### Universitatea Craiova
2017. október 24-én, 17 évesen debütált az Universitatea Craiova színeiben, a Sepsi OSK elleni 2–0-s idegenbeli győzelem alkalmával a Román Kupában. A 2017–18-as szezonban több mérkőzésen nem lépett pályára a felnőtt csapatban. A román élvonalban 2018. július 29-én debütált, szintén a Sepsi OSK ellen. 2018. augusztus 9-én Devis Mangia vezetőedző a kezdőcsapatba nevezte az RB Leipzig elleni 3–1-es idegenbeli vereség alkalmával az Európa Liga harmadik selejtezőkörében.
2019. április 19-én szerezte első bajnoki gólját — és egyben a mérkőzés egyetlen gólját — az Astra Giurgiu elleni idegenbeli mérkőzésen. A 2018–19-es szezonban 32 mérkőzésen lépett pályára; 1 gólt és 6 gólpasszt osztott ki az összes sorozatot figyelembe véve. Az év végén Victor Pițurcă vezetőedző megerősítette, hogy a Craiova visszautasított egy 5 millió eurós ajánlatot a fiatal játékosért a rivális FCSB-től. A 2019–20-as szezonban összesen kilenc gólt szerzett, és közel került a bajnoki cím megszerzéséhez; csapata azonban a bajnokság utolsó mérkőzésén, 2020. augusztus 3-án 3–1-re kikapott a címvédő CFR Clujtól.

#### Parma
2020. október 5-én ötéves szerződést írt alá a Parma csapatával. A "sárga-kékek" sajtóhírek szerint 8,5 millió eurós átigazolási díjat fizettek a játékosért. Ezzel a román bajnokság akkori harmadik legdrágábban eladott játékosa lett, megelőzve korábbi craiovai csapattársát Alexandru Mitrițăt. Miután felépült sérüléséből, 2021. január 3-án debütált a Parma színeiben csereként a Torino elleni bajnoki mérkőzésen. Január 21-én volt először a kezdőcsapatba nevezve egy Lazio elleni Olasz Kupa mérkőzésen, amelyen Mihăilă gólt szerzett, de a végén a Lazio nyert 2–1-re. Első bajnoki gólját március 7-én szerezte a Fiorentina elleni idegenbeli 3–3-as döntetlen alkalmával, illetve egy gólpasszt is kiosztott Jasmin Kurtićnak. Az ezt követő mérkőzésen honfitársa, Dennis Man adott gólpasszt Mihăilănak az AS Roma elleni 2–0-s győzelem alkalmával. A 2020–21-es idényt három góllal zárta a bajnokságban, csapata pedig kiesett a Serie B-be.
2022. január 31-én az idény hátralevő részére kölcsönvette a Serie A-ban szereplő Atalanta vételi opcióval. A Bergamóban töltött időszaka alatt nem tett jó benyomást a klubnál, mindössze hét mérkőzésen szerepelt és gólt nem szerzett, ezért az átigazolási záradékát nem aktiválták. Miután visszatért a Parmához, 2022. augusztus 12-én szabadrúgásból betalált a Bari elleni 2–2-vel végződő Serie B nyitómérkőzésen.
Mihăilă visszatérő sérülésekkel küzdött, mielőtt a 2023–2024-es szezonban ismét formába lendült. 35 mérkőzésen szerzett 6 góljával segítette a Parmát, amely története során először nyerte meg a Serie B bajnoki címét, és három év szünet után újra feljutott az első osztályba.

### A válogatottban
Mihăilă jelentős médiafigyelmet kapott, miután nagyban hozzájárult Románia U21-es válogatottjának Finnország elleni Eb-selejtezőn aratott győzelméhez. A mérkőzést 2019. november 14-én játszották, Mihăilă pedig mesterhármast szerzett.
2021 márciusában Mirel Rădoi először hívta be a román felnőtt válogatottba a 2022-es FIFA-világbajnokság Észak-Macedónia, Németország és Örményország elleni selejtező mérkőzéseire. 2021. március 25-én Észak-Macedónia ellen debütált a válogatottban, csereként váltotta a sérült Florinel Comant a mérkőzés 14. percében, az 50. percben pedig meg is szerezte első gólját.
2023. június 19-én a Svájc elleni Eb-selejtező második félidejében lépett pályára, és duplázott. A tervek szerint Mihăilă játszott volna a 2023-as Európa-bajnokságon az U21-es válogatottban, de sérülése miatt kikerült a keretből.
Románia az Európa-bajnokságra való kvalifikációt a selejtezőcsoportjában elért első helyezéssel biztosította, Mihăilăt pedig 2024. június 7-én beválogatták a torna végső keretébe. Három mérkőzésen lépett pályára, és csak a Belgium elleni, június 22-i 2–0-s vereség során kezdett. Románia megnyerte csoportját, mielőtt a nyolcaddöntőben kiesett a Hollandia ellen.

## Statisztika

### Klubcsapatokban
2024. december 28-i állapot szerint.
| Klub                  | Szezon           | Bajnokság        | Bajnokság | Bajnokság | Kupa  | Kupa  | Nemzetközi | Nemzetközi | Egyéb | Egyéb | Összes | Összes |
| Klub                  | Szezon           | Liga             | Mérk.     | Gólok     | Mérk. | Gólok | Mérk.      | Gólok      | Mérk. | Gólok | Mérk.  | Gólok  |
| --------------------- | ---------------- | ---------------- | --------- | --------- | ----- | ----- | ---------- | ---------- | ----- | ----- | ------ | ------ |
| Universitatea Craiova | 2017–18          | Liga I           | 0         | 0         | 1     | 0     | 0          | 0          | —     | —     | 1      | 0      |
| Universitatea Craiova | 2018–19          | Liga I           | 29        | 1         | 2     | 0     | 1          | 0          | 0     | 0     | 32     | 1      |
| Universitatea Craiova | 2019–20          | Liga I           | 28        | 7         | 3     | 2     | 1          | 0          | —     | —     | 32     | 9      |
| Universitatea Craiova | 2020–21          | Liga I           | 5         | 0         | 0     | 0     | 1          | 0          | —     | —     | 6      | 0      |
| Universitatea Craiova | Összesen         | Összesen         | 62        | 8         | 6     | 2     | 3          | 0          | 0     | 0     | 71     | 10     |
| Parma                 | 2020–21          | Serie A          | 16        | 3         | 1     | 1     | —          | —          | —     | —     | 17     | 4      |
| Parma                 | 2021–22          | Serie B          | 13        | 2         | 0     | 0     | —          | —          | —     | —     | 13     | 2      |
| Parma                 | 2022–23          | Serie B          | 15        | 2         | 2     | 1     | —          | —          | 2     | 0     | 19     | 3      |
| Parma                 | 2023–24          | Serie B          | 32        | 6         | 3     | 0     | —          | —          | —     | —     | 35     | 6      |
| Parma                 | 2024–25          | Serie A          | 16        | 0         | 1     | 0     | —          | —          | —     | —     | 17     | 0      |
| Parma                 | Összesen         | Összesen         | 92        | 13        | 7     | 2     | —          | —          | 2     | 0     | 101    | 15     |
| Atalanta (kölcsönben) | 2021–22          | Serie A          | 5         | 0         | 0     | 0     | 2          | 0          | —     | —     | 7      | 0      |
| Karrier összesen      | Karrier összesen | Karrier összesen | 159       | 21        | 13    | 4     | 5          | 0          | 2     | 0     | 179    | 25     |

Jegyzetek
1. ↑  Magában foglalja a Román Kupában és az Olasz Kupában való pályára lépéseit.
2. ↑  Mérkőzése(i) az Európa Ligában
3. ↑  Mérkőzése(i) a Serie B rájátszásban

### A válogatottban
2025. január 3-i állapot szerint.
| Románia  | Románia | Románia |
| Év       | Mérk.   | Gólok   |
| -------- | ------- | ------- |
| 2021     | 5       | 1       |
| 2022     | 5       | 0       |
| 2023     | 7       | 3       |
| 2024     | 13      | 1       |
| Összesen | 30      | 5       |

#### Góljai a román válogatottban
2025. január 3-i állapot szerint.
 megjegyzés Az eredmények a román válogatott szemszögéből értendők.
| #  | Dátum                | Ellenfél        | Eredmény | Kiírás          | Esemény       |
| -- | -------------------- | --------------- | -------- | --------------- | ------------- |
| 1. | 2021. március 25.    | Észak-Macedónia | 3 – 2    | Vb-selejtező    | 14' 41' 50'   |
| 2. | 2023. június 19.     | Svájc           | 2 – 2    | Eb-selejtező    | 57' 89' 90+2' |
| 3. | 2023. szeptember 12. | Koszovó         | 2 – 0    | Eb-selejtező    | 71' 90+3'     |
| 4. | 2024. szeptember 9.  | Litvánia        | 3 – 1    | Nemzetek Ligája | 4' 65' 70'    |

## Sikerei, díjai
Universitatea Craiova
- Román kupagyőztes: 2017–18
- Román szuperkupa ezüstérmes: 2018

 Parma
- Serie B-győztes: 2023–24

## Fordítás
- Ez a szócikk részben vagy egészben  a   Valentin Mihăilă című angol Wikipédia-szócikk fordításán alapul.  Az eredeti cikk szerkesztőit annak laptörténete sorolja fel. Ez a jelzés csupán a megfogalmazás eredetét és a szerzői jogokat jelzi, nem szolgál a cikkben szereplő információk forrásmegjelöléseként.

#### Közösségi platformok
- Valentin Mihăilă az Instagramon

#### Egyéb weboldalak
- Valentin Mihăilă adatlapja a National Football Teams oldalán (angolul)
- Valentin Mihăilă adatlapja a Transfermarkt oldalon (angolul)
- Valentin Mihăilă adatlapja a Soccerway oldalon (angolul)
- Valentin Mihăilă az UEFA adatbázisában (angolul)
- Valentin Mihăilă adatlapja a RomanianSoccer oldalán (románul)